# Daniel Auteuil

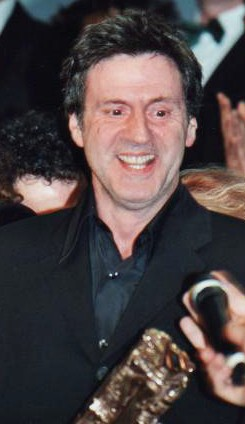
Daniel Auteuil la Premiile César în 2000

Daniel Auteuil (n. 24 ianuarie 1950, Alger, Algeria franceză, Franța) este un cunoscut actor de film francez.
La Festivalul Internațional de Film de la Cannes a primit, în 1996, Premiul pentru cel mai bun  actor pentru rolul Harry din pelicula A opta zi, o producție francezo-englezo-belgiană, în regia lui Jaco van Dormael.

## Filmografie selectivă
- 1980 Clara și băieții de treabă (Clara et les chics types), regia Jacques Monnet
- 1982 Gangsteri imbecili (Pour cent briques, t'as plus rien...), regia Édouard Molinaro
- 1982 Dilema (L'Indic), de Serge Leroy
- 1986 Jean, fiul lui Florette (Jean de Florette), regia Claude Berri
- 1986 Manon, fata izvoarelor (Manon des sources), regia Claude Berri
- 1986 Paltonașul (Le Paltoquet), de Michel Deville
- 1988 Romuald și Juliette (Romuald et Juliette), de Coline Serreau
- 1991 Viața mea e un infern (Ma vie est un enfer), de Josiane Balasko
- 1991 Inimă înghețată (Un cœur en hiver), de Claude Sautet
- 1993 Regina Margot (La Reine Margot), de Patrice Chéreau
- 1995 Franțuzoaica (Une femme française), regia Régis Wargnier
- 1995 Hoții (Les Voleurs), regia André Téchiné
- 1995 O sută și una de nopți (Les Cent et Une Nuits de Simon Cinéma), regia Agnès Varda
- 1996 A opta zi (Le Huitième Jour), regia Jaco Van Dormael
- 1996 Susține Pereira (Pereira prétend / Sostiene Pereira) de Roberto Faenza
- 1997 Cocoșatul (Le Bossu) regia Philippe de Broca
- 1998 Fata de pe pod (La Fille sur le pont), regia Patrice Leconte
- 1998 Pasă proastă (Mauvaise passe) regia Michel Blanc
- 1999 Condamnați la dragoste (La Veuve de Saint-Pierre), regia Patrice Leconte
- 2000 Sade, regia Benoît Jacquot
- 2001 Dulapul (Le Placard), regia Francis Veber
- 2002 Adversarul (L'Adversaire) regia Nicole Garcia
- 2003 După dumneavoastră (Après vous), regia Pierre Salvadori
- 2003 Răni neânsemnate (Petites coupures), regia Pascal Bonitzer
- 2004 Sub nume fals (Sotto falso nome), regia Roberto Andò
- 2007 A doua suflare (Le Deuxième Souffle), regia Alain Corneau
- 2009 Am iubit-o (Je l'aimais), regia Zabou Breitman
- 2011 Fata fântânarului (La Fille du puisatier), regia Daniel Auteuil